# Mönichwald
Mönichwald ist eine ehemalige Gemeinde mit 785 Einwohnern (Stand: 1. Jänner 2023) im Nordosten der Steiermark im Gerichtsbezirk Fürstenfeld und im politischen Bezirk Hartberg-Fürstenfeld.
Im Rahmen der steiermärkischen Gemeindestrukturreform ist sie seit 2015 mit der Gemeinde Waldbach zusammengeschlossen, die neue Gemeinde führt den Namen Waldbach-Mönichwald. Grundlage dafür ist das Steiermärkische Gemeindestrukturreformgesetz – StGsrG. Eine Anfechtung der Zusammenlegung, welche von der Gemeinde Waldbach beim Verfassungsgerichtshof eingebracht worden war, war nicht erfolgreich.

## Geografie

### Geografische Lage
Mönichwald liegt im Joglland am Fuße des Wechsels ca. 18 km nördlich der Bezirkshauptstadt Hartberg. Die Gemeinde wird von der Lafnitz durchflossen und von ihren Nebenflüssen entwässert. Das Gemeindegebiet erstreckte sich durch das Karnerviertel nördlich der Lafnitz bis hin zum Hochwechsel, der mit 1743 m den höchsten Punkt der Gemeinde bildet. Ein weiterer Berg im Gemeindegebiet ist der Steirerkogel (1051 m).

### Ehemalige Gemeindegliederung
Die Gemeinde Mönichwald bestand aus zwei Katastralgemeinden (Fläche 31. Dezember 2023):
- Karnerviertl (2.266,36 ha)
- Schmiedviertl (1.245,2 ha)

Die beiden entsprechenden Ortschaften waren (in Klammern Einwohnerzahl Stand 1. Jänner 2024):
- Karnerviertel (514)
- Schmiedviertel (265)

## Nachbargemeinden
| Rettenegg (Bezirk Weiz) | Aspangberg- Sankt Peter (Bez. Neunkirchen, NÖ) | Sankt Lorenzen am Wechsel |

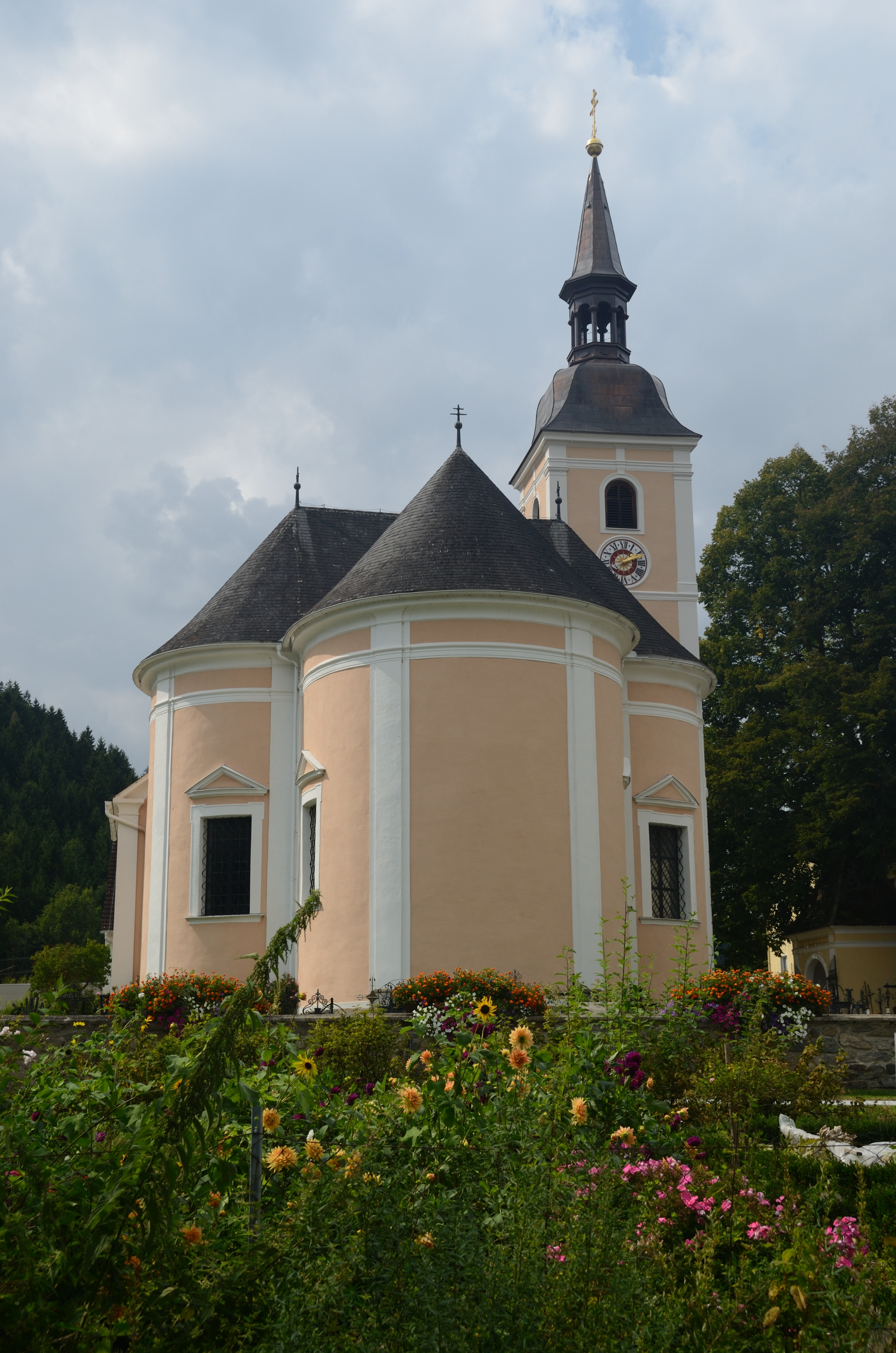
Kirche Mönichwald

| Waldbach                | Kompassrose, die auf Nachbargemeinden zeigt    | Sankt Lorenzen am Wechsel |
| Waldbach                | Riegersberg                                    | Sankt Lorenzen am Wechsel |

## Geschichte

### Von der frühen Besiedlung bis zur Gründung Mönichwalds
Diverse Einzelfunde wie Loch- und Flachbeile oder durchlöcherte Hämmer aus verschiedenen Serpentinen belegen die Anwesenheit von Menschen im Lafnitztal bereits im 4. bis 3. Jahrtausend vor Christus. Es wird angenommen, dass die Menschen im 4. Jahrtausend vor Christus aus dem Osten und Südosten, entlang der Täler der Flüsse Mur, Raab, Feistritz und Lafnitz eingewandert sind. Auch die Passstraßen über den Wechsel und die Fischbacher Alpen wurden vermutlich bereits in der Frühzeit benutzt. Stark besiedelt dürfte das Gemeindegebiet jedoch aufgrund seiner rauen Bedingungen weder durch die Römer noch durch die im 6. Jahrhundert in die Steiermark eingewanderten Slawen gewesen sein. Als 1043 unter Kaiser Heinrich III. die während der durch die Ungarneinfälle in der ersten Hälfte des 10. Jahrhunderts verlorenen Gebiete der Oststeiermark zurückgewonnen werden konnten, erhielt Markgraf Arnold II. von Wels-Lambach die Grenzgebiete zugesprochen – so auch das Gebiet von Mönichwald.
Mit dem Aussterben der Linie Wels-Lambach nach 1050 erbten die Grafen von Formbach diese Gebiete. Nachdem sie 1094 das Benediktinerkloster Formbach in Bayern gründeten, schenkten sie diesem ausgedehnte Waldbesitzungen in der heutigen Nordoststeiermark. Jenes Waldstück, das sich zwischen dem Weißenbach im Westen – der Weißen Lafnitz –, dem Schwarzenbach im Osten – der Schwarzen Lafnitz – und der heutigen Lafnitz im Süden befindet und sich vollständig mit dem heutigen Gemeindegebiet von Mönichwald deckt, war eine Schenkung des Grafen Ekbert III. und erfolgte zwischen den Jahren 1148 bis 1158. Das Waldstück wurde nach den Mönchen von Formbach zunächst (1163) Munichwalt – „Mönch im Wald“ –, später Mönichwald genannt und blieb bis zur Aufhebung des Klosters im Zuge des Reichsdeputationshauptschlusses im Jahre 1803 in dessen Besitz, wurde jedoch von der Propstei Gloggnitz aus verwaltet. Die Rodung des Waldes dürfte bald nach der Schenkung erfolgt sein, bereits am 17. Dezember 1163 wurde die Kirche durch Erzbischof Eberhard I. von Salzburg persönlich geweiht und Mönichwald zur Pfarre erhoben. Die Pfarrerhebungsurkunde ist zugleich die älteste belegte Nennung des Ortsnamens und die drittälteste Urkunde im Archiv des Stiftes Vorau.

### Mittelalterliche Quellen
Mittelalterliche Urbare von Mönichwald aus den Jahren 1338 und 1343 zählen zu den frühesten in der Oststeiermark. Daraus geht unter anderem hervor, dass es zu der Zeit rund 80 zinspflichtige Untertanen gab. Diese waren großteils Bauern, aber auch mehrere Handwerker mit geringem Grundbesitz finden sich darunter. Rückschlüsse auf die Bewirtschaftung des Gemeindegebietes lassen die ebenfalls verzeichneten Naturalabgaben zu, die von den einzelnen Bauern zu leisten waren. Demnach wurden Roggen und Hafer, sowie in geringerem Ausmaß Flachs angebaut. Besonders auffällig sind die hohen Mohnabgaben, welche wohl zur Versorgung der gesamten Grundherrschaft der Propstei Gloggnitz ausgereicht haben. Auch Schweine („Schweinedienst“), Kastraune (kastrierte Schafwidder), ein Schlachtochse und Käse mussten abgeliefert sowie Robot geleistet werden. Zwei Jahrhunderte später, im Jahr 1548, von dem ein weiteres Urbar erhalten ist, hat sich daran nur wenig verändert, abgesehen davon, dass anstelle der Schweine nun Schweinegeld bezahlt werden musste.

### 16. und 17. Jahrhundert

#### Türkenkriege und Kuruzzeneinfälle
1529 und 1532 wurde das Gebiet von türkischen Streifscharen, die tief in die Steiermark eindrangen, heimgesucht. 79 Mönichwalder versuchten, die Türken mit Paidnhanter, Dusägge, Schweinsspieß, Halbspieß und Helmbarte abzuwehren, drei von ihnen hatten auch ein Gewehr. Trotzdem waren die Schäden beträchtlich, mehrere Höfe im Gemeindegebiet waren Opfer von Bränden und Raub, Menschen wurden entführt, erschlagen und – so auch der Pfarrer – erschossen.
Ab 1603 drangen türkisch-tatarische Streifscharen bis Radkersburg und Mureck in vor. Ende Mai 1605 kamen überraschend die Heiducken unter Gergely Nemethy. Im Juni belagerten sie Hartberg und überfielen Schloss Aichberg, deren Besitzer, die Herrschaft Steinpeiß, jedoch auf Stift Vorau geflüchtet waren. Dort und in den dahinter liegenden Wäldern suchte auch die Bevölkerung von Mönichwald und weiterer umliegender Ortschaften Zuflucht.
Als die Türken im Jahr 1683 Richtung Wien zogen und auch die Kuruzzen die Oststeiermark heimsuchten, floh ein Teil der Bevölkerung Mönichwalds gemeinsam mit dem Pfarrer Benedikt Schnurer auf die Burg Festenburg. Die Zufahrtswege in den Bezirk Hartberg wurden mit hölzernen Sperren verhackt, ebenso Straßen und Wege über den Wechsel. Von Mönichwald aus wurde eine Tschartake auf dem Pass errichtet. Als die Türken Aspang in Brand steckten, wurden die Verhacke am Wechsel doppelt und dreifach verstärkt. Die Angreifer konnten jedoch im Kringwald östliche von Vorau durch ein Aufgebot an Bauern, Bürgern und Soldaten aufgehalten werden.

Als die ungarischen Aufständischen unter Franz Rákóczi in den Jahren 1704–1709 in die Oststeiermark einfielen, war Mönichwald zwar nicht direkt in Gefahr, jedoch wurde die männliche Bevölkerung immer wieder zum Grenzschutz eingezogen.

#### Reformation
Die Reformation fand in Mönichwald praktisch nicht statt. Am 15. Mai 1528 vermerkte eine Visitationskommission, dass die Mönichwalder eins im Glauben seien. Lediglich der Pfarrer selbst scheint von seinem Glauben etwas abgekommen zu sein, wie ein Mahnschreiben des Propstes Benedikt von Perfall aus dem Jahr 1607 vermuten lässt: Darin wird der Pfarrer ermahnt, er solle sich endlich eines priesterlichen Lebenswandels befleißigen. Er soll einen Vorauer Chorherrn und den Pfarrer aus Wenigzell negativ beeinflusst haben, indem er sie mehrmals in die Mönichwalder Pfarrhof-Taverne zum „Nonnen-Täding“ mit Chorfrauen aus Kirchberg am Wechsel eingeladen habe. Die Androhung harter Konsequenzen scheint gewirkt zu haben, da im Weiteren nichts mehr darüber aufscheint. Bischof Martin Brenner ließ 1588 die Ulrichskapelle erbauen, deren unterer Teil als Beinhaus diente.

### 18. Jahrhundert

#### Tabakschmuggel und Bauernaufstand 1730
Mit Beginn der Besteuerung des Tabakkonsums in der Steiermark im Jahr 1678 wurde das alleinige Recht zur Einfuhr mangels anderer Bewerber an zwei Venezianer vergeben. Der Schmuggel von Tabak aus Ungarn in die Steiermark begann zu blühen. Als Gegenmaßnahme wurden Tabaküberreiter eingesetzt, die die Schmuggler ausfindig machen sollten. Es kam jedoch immer wieder zu Übergriffen der Tabaküberreiter auf die Bevölkerung und harmlose Reisende oder heimkehrende Schnittlohnarbeiter, während die Schmuggler in bewaffneten Gruppen von zehn bis fünfzehn Mann zumeist unbehelligt ihrer Wege ziehen konnten. Dass auch Mönichwalder unter den Schmugglern waren, war amtsbekannt, und so wurden auf Geheiß der Tabakverleger mehrere Verdächtige vom Pfarrer für den 2. Dezember 1730 zu einer Einvernahme vorgeladen, zu der auch die Tabakverleger samt Helfern anreisten. Nachdem zunächst nur einige der Beschuldigten erschienen sind, umstellte eine aus 60 – 70 Männern und Frauen bestehende, mit Tremmeln, Morgensternen, Streitkolben und einigen Gewehren bewaffnete und von einem Söldner angeführte Gruppe den Pfarrhof und verlangte die Verhafteten heraus. Nachdem die aufständischen Bauern den Pfarrhof fünf Stunden lang belagert hatten, ließ man ihre Kollegen wieder frei. Ab Jänner 1731 wurde der Aufstand untersucht, danach wurden beim innerösterreichischen Hofkriegsrat 50 – 60 Soldaten angefordert. Es kam eine Abordnung des Guido Starhembergischen Regiments, mit deren Hilfe die Verdächtigen schließlich am 7. Mai 1731 verhaftet werden konnten. Die von dem für alle todeswürdigen Vergehen (und somit für die schwerer belasteten Rädelsführer) zuständigen Landrichter mit Sitz in Thalberg im April vorgeschlagen und am 10. Mai 1732 vom Kaiser bestätigten Urteile waren angesichts der drohenden Todesstrafe gering: Die drei am schwersten Verurteilten mussten jeweils einen Monat lang öffentliche Arbeit in Eisen verrichten und abschließend fünfzehn Karbatschenstreiche hinnehmen. Hinzu kam jedoch die ebenfalls auferlegte Bezahlung der Prozesskosten.
Laut den Aufzeichnungen wurde an der zuständigen Hinrichtungsstätte in Dechantskirchen, dem Hochgericht für das Thalberger Landgericht, während der Jahrhunderte nur eine Person aus Mönichwald hingerichtet.

#### Aufgliederung des Gemeindegebietes
Im Jahr 1705 findet sich im Urbar der Herrschaft Gloggnitz eine Einteilung Mönichwalds in Rotten. Dieselbe Einteilung kennt das Grundbuch von 1770, jedoch wurden die Rotten nun als Viertel bezeichnet. Demnach gab es die Saagerrott (Saager- oder Grabnerviertel), welche nach dem Hof vulgo in der Sag benannt wurde; von Georg, Josef und Franz Khärner und deren drei Höfen in Karndorf erhielt die Khärner Rott (Kärnerviertel) ihren Namen; Namensgeber für die Dörffler Rott (Derfler Viertel) waren die Höfe von Johannes, Benedikt und Hans Dörfler im Dörfl, für die Grueber Rott (Gruber Viertel) der Hof von Josef Gruber in Wetzelberg; die Schmidt Rott ist benannt nach dem Schmied in Reifegg und die Münichbauer Rott (Mönichbauernviertel) nach dem Hof vulgo Minibauer. Noch vor der Volkszählung im Jahr 1770 wurden die Viertel in nur zwei Nummerierungsabschnitte geteilt, das Karnerviertel und das Schmiedviertel. Das Karnerviertel wurde aus Saager-, Khärner- und Münichbauerrott gebildet und das Schmiedviertel aus der Dörfler- und Gruberrott. Diese Einteilung und Benennung wurde später auch für die Steuer- und Katastralgemeinden übernommen. 1770 wurden zudem erstmals Hausnummern vergeben.
1771 wurde das Land zwecks Rekrutierung von Soldaten für die habsburgische Armee in Werbebezirke eingeteilt. Mönichwald gehörte gemeinsam mit Ratten, Sankt Jakob im Walde und Waldbach zum Werbebezirk Thalberg. Nur vorübergehend (1798–1810) war Mönichwald ein eigener Werbebezirk, zu dem auch Waldbach gehörte.

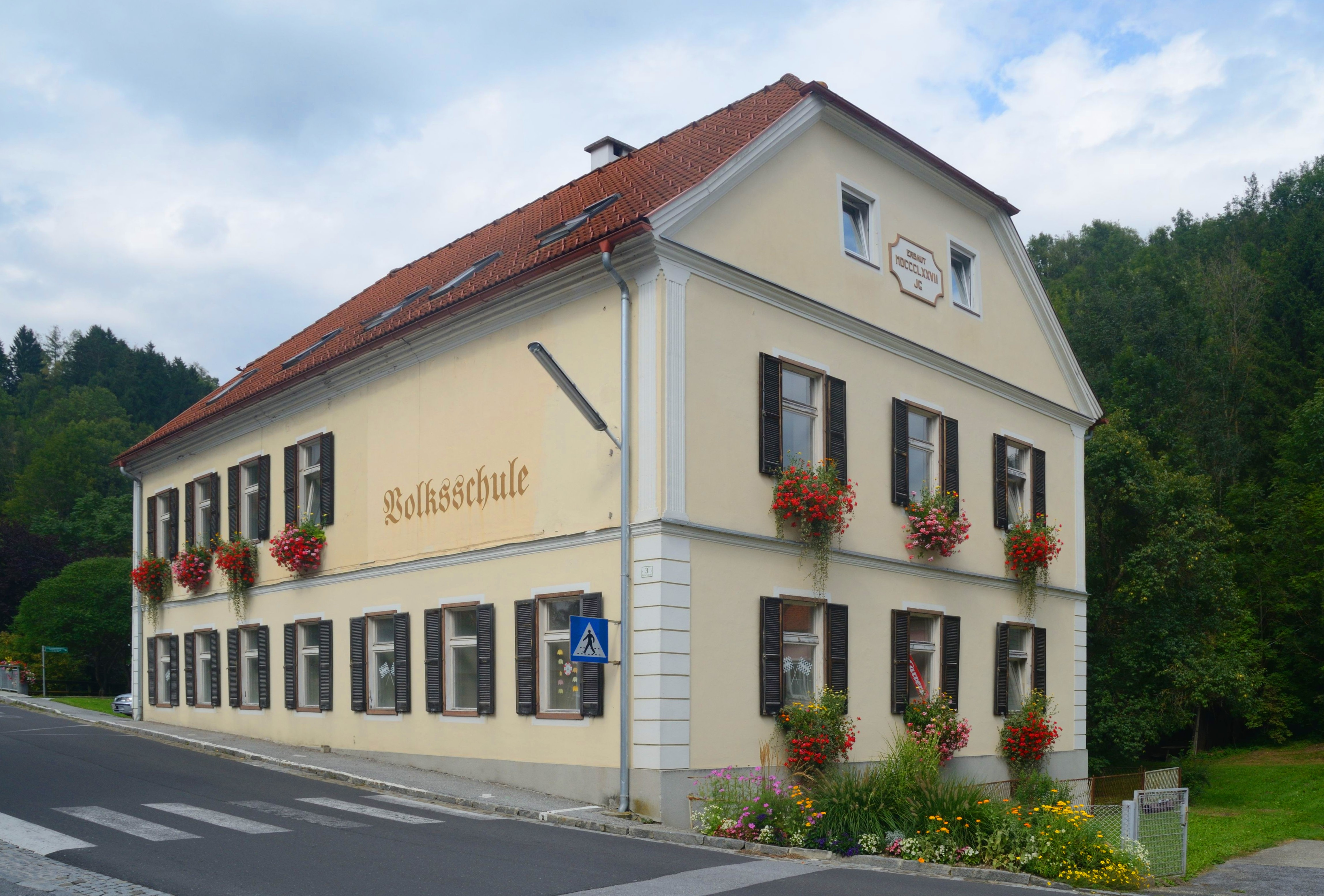
Das 1878 errichtete Schulhaus

#### Aufnahme des Schulbetriebs
1704 wurde die erste Pfarrschule in Mönichwald gegründet. Zahlen über die Anzahl der Schüler liegen ab 1779 vor, in diesem Jahr besuchten acht Buben und sechs Mädchen den Unterricht. Im Jahr 1784 waren es 17 von 46 schulfähigen Kindern. Als Gründe für den schwach besuchten Unterricht nennt der Pfarrer im Jahr 1818 Mangel an Kleidung, Unvermögen der Söllner, den Kindern Brot mit in die Schule zu geben, sowie die Benötigung der Kinder als Arbeitskräfte am Hof und auf der Weide. Der Unterricht wurde zunächst im Pfarrhaus oder im Gasthof „Zur Taverne“ und im Haus der Familie Hold abgehalten, ab 1770 im Schulmeisterhaus und ab 1788 im oberen Teil der durch Kaiser Joseph II. aufgelassenen Ulrichskapelle, während das Beinhaus im unteren Teil zunächst jedoch bestehen blieb. Nach der 1869 erfolgten Einführung des Reichsvolksschulgesetzes wurde 1878 das neue Schulhaus bei der Ledererbachbrücke eröffnet.

### 19. Jahrhundert
Als das Kloster Formbach im Jahr 1803 aufgelöst wurde, wurde das Gut Mönichwald als Staatsgut eingezogen und in die österreichische Domänenadministration übernommen. Das Dominium wurde vom Pfarrgült getrennt und vom Ärar eingezogen. Den ehemaligen Untertanen wurden Wald und Alpen mit der Auflage überlassen, Kirche und Pfarrgebäude zu erhalten, den Pfarrer unentgeltlich mit Brenn-, Bau- und Zaunholz zu versorgen und sämtliche Kosten für nötige Baureparaturen an Pfarrgebäuden zu tragen. Dieser Revers vom 1. Februar 1809 wurde von 76 Mönichwaldern unterschrieben.
Der Märzrevolution von 1848 folgten zahlreiche Veränderungen in der Verwaltung und in der österreichischen Verfassung. Die Verwaltung Mönichwalds übernahmen Gemeindevorsteher und -ausschuss, zu deren Aufgaben u. a. das Ausstellen von Heiratsbewilligungen zählte. Diese wurden in Mönichwald nur jenen Paaren erteilt, die über Grund und Boden verfügten, damit die Versorgung der Kinder gewährleistet war („politischer Heiratskonsens“). Die Alters- und Pensionsversorgung für mittellose, arbeitsunfähige Personen funktionierte, indem diese den besitzenden Mönichwaldern (anteilsmäßig entsprechend deren Vermögen) zur Beherbergung und Verpflegung zugewiesen wurden („Einlegersystem“).
Ab 1860 gab es die ersten gewählten Gemeindevertreter. Es galt bis 1897 das Zensuswahlrecht, wodurch Arbeiter, Dienstboten, Kleinbesitzer und Keuschler ausgeschlossen waren.

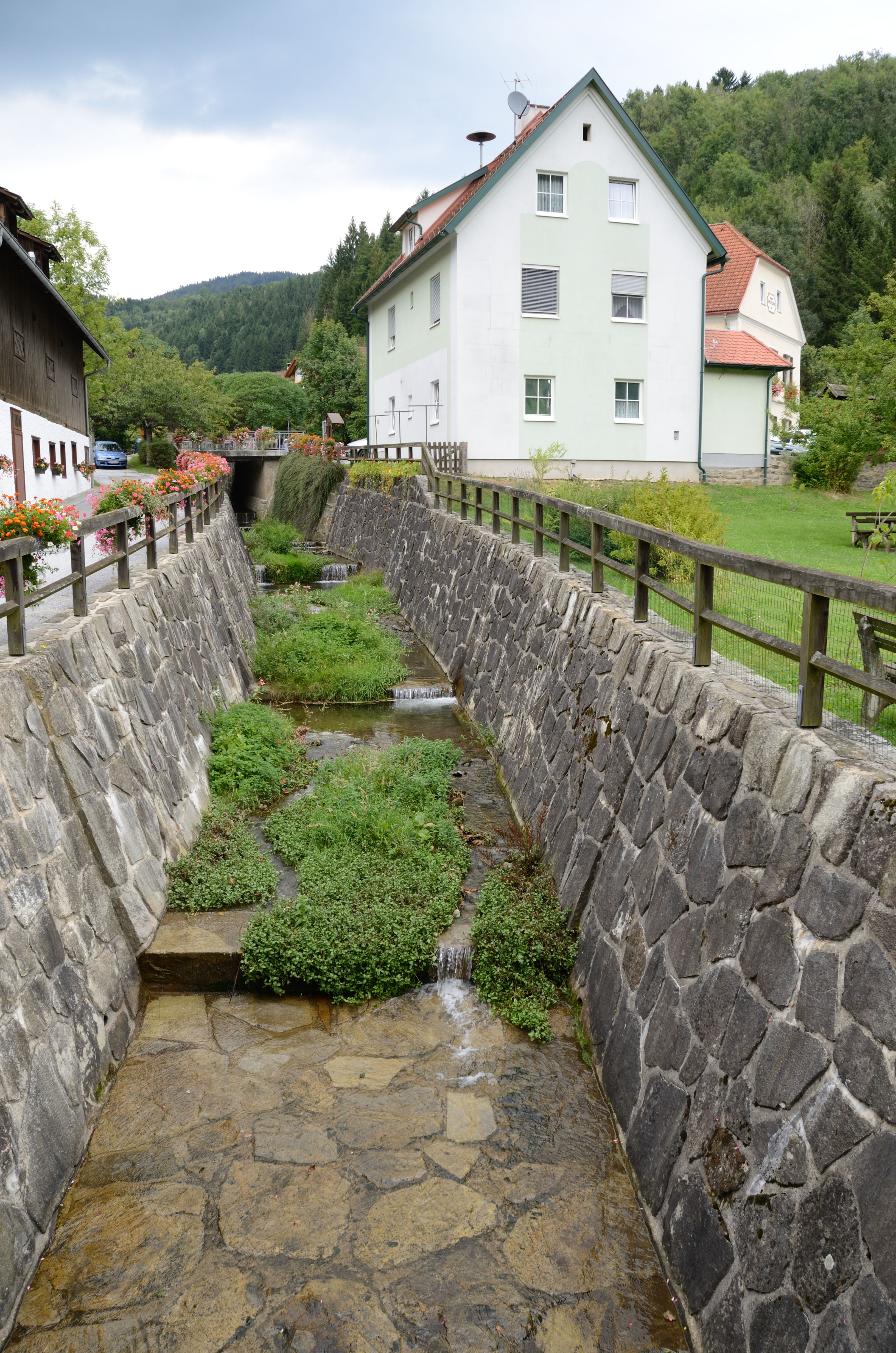
Die 1932–1936 erfolgte Verbauung des Ledererbaches

Von 1770 bis 1848 befand sich das nächstgelegene Postamt in Ilz – der ganze Bezirk Hartberg lag damals außerhalb des staatlichen Postdienstes. Lediglich die 1796 in Hartberg und 1839 in Friedberg eingerichteten k. k. Briefsammlungen ermöglichten einen Nachrichtenverkehr. Als infolge der Revolution auch die Postdienste aufgewertet wurden, entstanden Postämter in Friedberg, Hartberg, Pöllau und dem für Mönichwald zuständigen Vorau.
1874 beschrieb der Schriftsteller Gustav Jäger Mönichwald in seinem Buch Der Wechsel. Unter anderem erwähnt er darin das kurzzeitige Graben nach Schwefelkies im Süden von Mönichwald. Auch beschreibt er die Ess- und Trinkgewohnheiten der Mönichwalder, wonach sie zu der Zeit kaum steirischen, sondern hauptsächlich ungarischen Wein (Mordbrenner) getrunken haben, während auf den Tellern Schmarrn und Eierspeise die Hauptrolle spielten. Die Aufzeichnungen Jägers dienten als Vorlage für das 1885 von Joseph A. Janisch herausgegebene Steiermark-Lexikon. Im Gemeindegebiet befanden sich zu der Zeit 118 Häuser, wobei im Dorf selbst nur zehn standen.

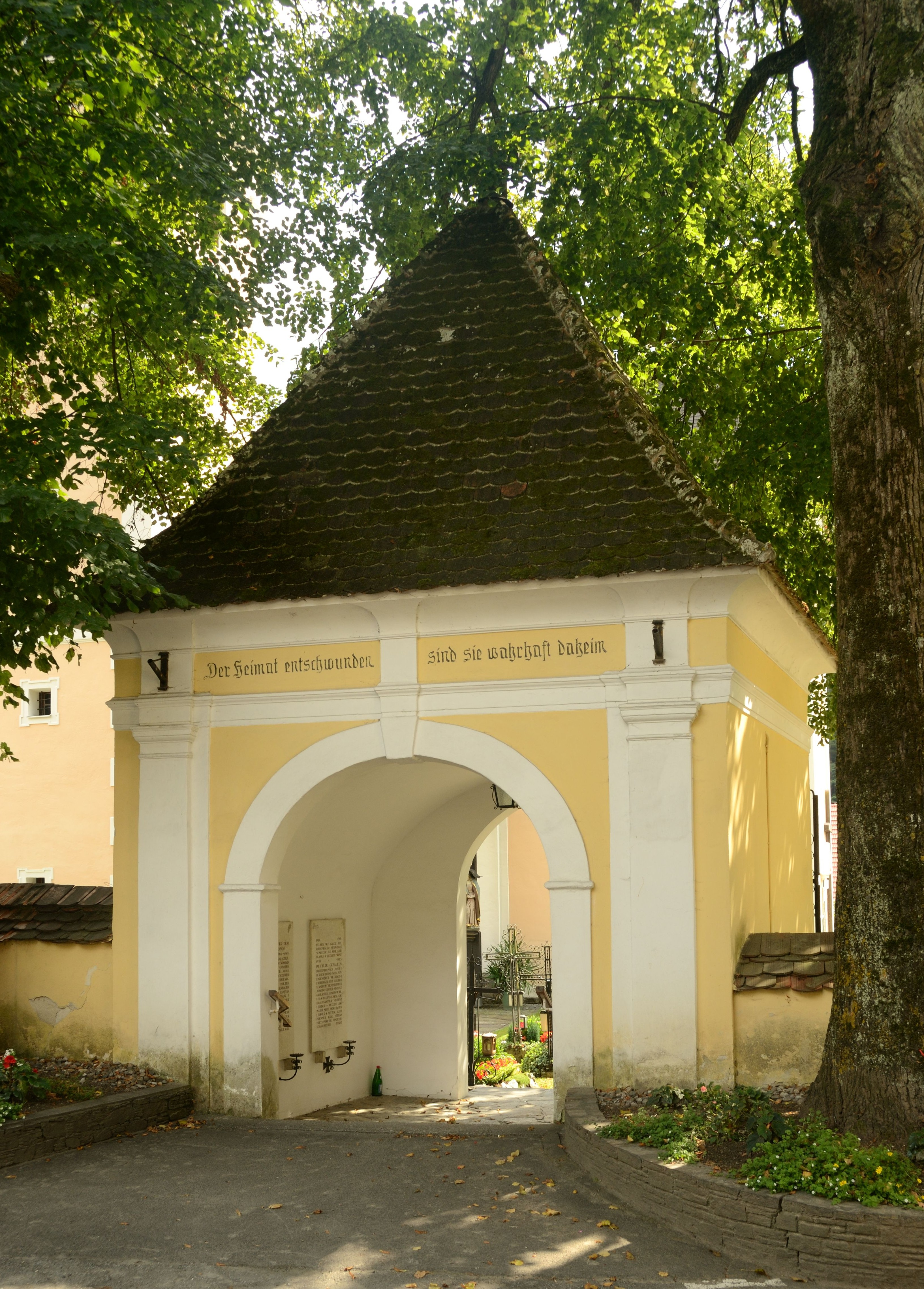
Friedhofstor mit Gedenkstätte für die gefallenen Mönichwalder des Ersten Weltkrieges

### 20. Jahrhundert

#### Erster Weltkrieg und Zwischenkriegszeit
Im Ersten Weltkrieg waren unter den Gefallenen 31 Mönichwalder. 1919 erfolgte die Gründung des „Heimkehrervereins“. Wann das erste, den Gefallenen gewidmete Kriegerdenkmal aufgestellt wurde, ist unbekannt, es war jedoch bereits 1923 zur Ruine geworden, wie die Pfarrchronik meldet. Dieses Denkmal wurde 1924 erneuert und bestand für drei Jahrzehnte. 1954 wurde eine neue Gedenkstätte im Inneren des gemauerten Friedhofstores errichtet, an dessen Wände Tafeln mit den Namen der Gefallenen des Ersten Weltkriegs hängen.
Im November 1911 wurde der Vorschusskassenverein für die Ortsgemeinde Mönichwald gegründet und schloss sich 1927 dem Raiffeisenverband an. Nachdem am 5. Juli 1920 ein zweieinhalb Stunden dauernder Wolkenbruch die Lafnitz derart überschwemmte, dass sämtliche Brücken bis Rohrbach zerstört wurden sowie Wiesen und Felder vermurt waren, war Mönichwald mehrere Wochen lang vom Verkehr abgeschnitten. Nach vergeblichen Bemühungen im Jahr 1919, die Freiwillige Feuerwehr Mönichwald zu gründen, gelang dies schließlich im Jahr 1924. 1927 wurde das erste Feuerwehrhaus gebaut und 1928 gesellte sich zu einer alten Fahrspritze eine Motorspritze.
1931 wurde die Volksschule von zwei auf drei Klassen erweitert und anstelle der Postablage wurde ein Postamt eingerichtet. 1932 bis 1936 erfolgte die Regulierung des Ledererbaches, dabei waren bis zu 72 Arbeiter beschäftigt.
Im Sommer 1932 beschrieb Pfarrer Johann Fahrtegg in der Pfarrchronik erstmals das Aufhängen von Plakaten, Bildern und Flugzetteln der nationalsozialistischen deutschen Arbeiterpartei (Hitlerbewegung) in Mönichwald. Ebenso beklagt er, dass Sommergäste es verständen, ihre Parteimeinungen in die katholische Bevölkerung hinein zu filtrieren.
Der am 24. April 1932 neu gewählte Bürgermeister Andreas Höllerbauer verlieh am 9. Juli 1933 dem deutschnational gesinnten Konstantin Kammerhofer aus Hartberg die Ehrenbürgerschaft, woraufhin er seines Amtes enthoben wurde. Sein Nachfolger war Leo Berger vulgo Spitzer.
Weiterhin berichtet Pfarrer Fahrtegg über Ereignisse wie das Hissen von Hakenkreuzfahnen und ähnliche deutschnationale Dekorationen oder ein Hakenkreuzfeuer am Karsamstag. Er verließ Mönichwald im Jahr 1936. Sein Nachfolger, Johann Müller, hielt 1938 fest, dass die Wogen des politischen Kampfes in Mönichwald sehr hoch gingen und etwa ein Drittel der großteils bäuerlichen Bevölkerung die Machtergreifung Hitlers mit großer Freude begrüßte. Eine Holzhütte des Pfarrers wurde zerstört und durch eine Hitlereiche ersetzt. Als der Dorfplatz in Adolf Hitler-Platz umbenannt wurde, flochten die NS-Frauen begeistert Kränze, der Pfarrer hielt sich dem Ereignis fern und der Vorauer Chorherr, Hartmann Lorenz, hielt sein Versprechen, zu kommen, nicht ein. Pfarrer Müller bekam zunächst Schulverbot, wurde am 14. April 1939 von der Gestapo vertrieben und bekam auch Kreisverbot. Bürgermeister Leo Berger wurde sofort nach dem Anschluss, noch am 13. März 1938, durch Andreas Höllerbauer vulgo Annerl im Dörfl ersetzt.
Bald nach dem Anschluss wurde die Landesstraße über den Wechsel, die zunächst als Teilstück der Südautobahn geplant war, gebaut. Das Versprechen dieses Arbeitsplätze und Verkehrsanschließung bringenden Unternehmens, sowie in Aussicht gestellte Verbesserungen im landwirtschaftlichen Bereich waren vermutlich auch Gründe für die überdurchschnittlich hohe Anzahl an Ja-Stimmen von 99,98 % im gesamten Bezirk Hartberg bei der „Volksabstimmung“ am 10. April 1938.

#### Zweiter Weltkrieg
Mit der Eröffnung der zweiten alliierten Luftfront am 13. August 1943 waren in Mönichwald erstmals Kriegshandlungen im Zweiten Weltkrieg wahrzunehmen. Die in Foggia startenden Bombenverbände und Kampfflugzeuge der britischen sowie der US-Armee überflogen für fast alle Einsätze steirisches Gebiet; bei Tag jene der US-Armee, nachts die britischen Verbände. Am 22. Februar 1944 wurde im Gemeindegebiet von Wenigzell ein amerikanischer Bomber abgeschossen. Das Flugzeug (Ju52), in dem u. a. der deutsche Offizier Eduard Dietl saß, zerschellte am 23. Juni 1944 am Hochwechsel. Die erste Fliegerbombe auf Mönichwalder Gemeindegebiet fiel am 16. Juli 1944 kurz nach dem Sonntagsgottesdienst, weitere vier folgten am 25. Juli. Im November desselben Jahres trafen zehn evakuierte ungarische Flüchtlingsfamilien in Mönichwald ein, die von einigen Bauern aufgenommen wurden.
Zu Ostern 1945 rückte die 3. Ukrainische Front der Roten Armee, die die Steiermark zangenförmig einnahm, näher. Neu zusammengestellte Truppen der 6. Armee der Wehrmacht versuchten, das Wechsel- und Semmeringgebiet sowie die Lafnitzgrenze zu verteidigen. Als am 7. April zu Mittag die Meldung kam, dass die Russen bereits Bruck an der Lafnitz eingenommen hatten, flüchtete die Bevölkerung aus dem Ort direkt vom Essen in die Berge. Am frühen Nachmittag wurde Mönichwald von den Russen besetzt und die Schulbrücke gesprengt. Der seit November 1939 amtierende Pfarrer Josef Resch und seine Angestellten, die in Weißenbach übernachtet hatten, kamen am nächsten Tag wieder und harrten – allein unter den Russen – im Ort aus, um die Bevölkerung zur Rückkehr zu bewegen. Am 10. April bemerkte der Pfarrer eine deutliche Nervosität unter den Russen, um Mitternacht wurde der Ort von deutschen Soldaten zurückerobert. Nach drei Tage dauernden Kämpfen, während derer der Pfarrer Messen lesend von Hof zu Hof in Richtung Waldbach floh, war Mönichwald wieder in russischen Händen. Nachdem der Ort am 25. April wiederum von den Deutschen erobert wurde, blieb er bis Kriegsende unter deren Kontrolle. Die Kämpfe gingen unterdessen weiter und zogen sich bis zum Wetterkoglerhaus auf dem Hochwechsel, dabei wurden 45 Häuser in Brand geschossen. Am Ende des Krieges hatte Mönichwald an zivilen Opfern 34 Menschenleben zu beklagen, 14 von ihnen wurden nach Verschleppung erschossen. Im Krieg gefallene Mönichwalder verzeichnete man 29, sowie 8 Vermisste.

#### Besatzungszeit 1945 bis 1955
Mönichwald blieb zunächst unter russischer Besatzung. Nachdem die Steiermark im Juli den britischen Besatzungstruppen zugesprochen wurde, zogen mit 2. August 1945 die letzten russischen Soldaten ab. Der erste Gemeinderat nach dem Krieg bildete sich am 17. Mai 1945 unter dem Bürgermeister Leo Berger. Im August 1947 vernichteten Unwetter die gesamte Ernte. Der nach Kriegsende neu gegründete Kameradschaftsbund setzte sich dafür ein, dass die in den letzten Kriegswochen Gefallenen, die im ganzen Gemeindegebiet und dessen Umgebung verstreut begraben wurden, in einen gemeinsamen Kriegerfriedhof umgebettet werden. 1950 und 1951 wurden auf dem Hoch- und dem Niederwechsel je ein Kriegerfriedhof für deutsche Soldaten und auf der Vorauer Schwaig ein Russengrabdenkmal eingeweiht. Insgesamt wurden 161 Soldaten umgebettet. In dem auf Gemeindegebiet in 1.738 Metern Höhe liegenden Friedhof am Hochwechsel befinden sich 47 Soldaten, es handelt sich dabei um den höchstgelegenen Kriegerfriedhof der Steiermark.
Ab 1946 wurde das Schulhaus wiederaufgebaut und konnte am 1. September 1948 mit drei Klassen eröffnet werden. 1950 wurde Landeshauptmann Josef Krainer zum Ehrenbürger ernannt. 1948 entstand aus dem Vorschusskassenverein die Raiffeisenkasse Mönichwald. Mit 8. Mai 1950 wurde Andreas Höllerbauer zum Bürgermeister gewählt. Im Juli 1953 richteten abermals Hochwasser gewaltigen Schaden an.

#### 1955 bis 2000
Der mit 16. April 1955 gewählte Bürgermeister Ferdinand Ganster verlieh Bezirkshauptmann Dr. Erwin Stibenegg am 20. November 1955 das Ehrenbürgerrecht. Im September 1955 bekam die Siedlung zwischen Bruck und Demmeldorf den Ortsnamen Neudörfl, dieser wurde jedoch am 29. Februar 1956 in Neudorf bei Mönichwald abgeändert. Im selben Jahr wurde die Straßenbeleuchtung in Mönichwald hergestellt und der Bau eines neuen Feuerwehrhauses begonnen. 1958 wurde der Fremdenverkehrsverein Mönichwald gegründet. 1959 wurden das Ortsbild durch Sitzbänke und Blumenkästen verschönert und eine Gemeinschafts-Tiefkühlanlage in Betrieb genommen. Nachdem die bisherigen Gemeindevertretungen gänzlich von der ÖVP gestellt wurden, zogen 1960 erstmals zwei Vertreter der SPÖ in den Gemeinderat ein. Am 15. April 1962 wurde Landesrat Ferdinand Prirsch zum Ehrenbürger ernannt.
Im Zuge der 800-Jahr-Feier im Jahr 1963 wurden u. a. das Pestkreuz wiedererrichtet und von Abt Koloman Holzinger geweiht sowie das neue Gemeindewappen in einem Pontifikalamt mit Weihbischof Leo Pietsch übergeben. Ebenfalls im Jahr 1963 wurde Pfarrer Hermann Wieser die Ehrenbürgerschaft verliehen. Die Ortsbeleuchtung wurde erweitert, das alte Gemeindehaus renoviert und eine öffentliche Bedürfnisanstalt gebaut. Bürgermeister Ferdinand Ganster wurde bei der Gemeinderatswahl am 8. Mai 1965 bestätigt, legte jedoch im März 1966 sein Mandat zurück. Ihm folgte Heribert Schwengerer, der bei der Neuwahl am 9. Mai 1966 gewählt wurde. 1967 erfolgte die Eingliederung Mönichwalds in den Pflichtschulsprengel der Hauptschule Waldbach.
Am 8. August 1970 gab es im Zuge österreichweiter schwerer Unwetter und Überschwemmungen mehrere Murenabgänge vom Wechsel, wodurch Mönichwald von der Außenwelt abgeschnitten und ohne Strom war. In der Nacht verschüttete eine gewaltige Erdmure das Haus der Handwerkerfamilie Benak im Schmiedviertel, durchbrach die Ziegelmauer des Kinderzimmers und begrub zwei der vier Kinder unter sich.
Mit 18. Juni 1970 folgte Josef Schwengerer in das Amt des Bürgermeisters. In seine Amtszeit fiel der 1968 beschlossene Bau des neuen Amtshauses, welches neben Amtsräumen der Gemeinde auch die Post, die Raiffeisenkassa und über der Gruftkapelle eine Aufbewahrungshalle beherbergt. Die Raiffeisenkassa ist zu mehr als einem Viertel Mitbesitzerin des Gebäudes. Der Bau der 1971 eröffneten Hauptschule Waldbach wurde zu 25 Prozent von der Gemeinde Mönichwald mitfinanziert. Wegen der hohen Schulden, die beide Bauprojekte bescherten, wurde ein Hand- und Zugdienst vereinbart, auf dessen Basis neben sämtlicher Hauszufahrten, die in der weitläufig dünnen Besiedlung zumindest drei Objekte erschlossen, auch andere wichtige Verbindungen im Gemeindegebiet asphaltiert wurden. Die sich mit Steigungen von bis zu 40 Prozent sehr schwierig gestaltenden Aufgaben wurden zudem von sechs zwischen 1949 und 1976 gegründeten Weggenossenschaften unterstützt. Um einem Abwandern der zunehmend auswärts beschäftigten Bevölkerung vorzubeugen, wurden die ersten Mehrparteien-Wohnhäuser errichtet – das Rottenmanner Haus am Ortseingang und die Breineder-Dorfsiedlung. Ortsumfahrung und Kanalisation samt biologischer Kläranlage wurden angelegt, die Tourismusbetriebe passten sich den gestiegenen Erwartungen des Fremdenverkehrs an und Privatinitiativen verschönerten Mönichwald mit Blumenschmuck, im Ortszentrum wurde ein Park angelegt. Die an der Verschönerung maßgeblich beteiligte Volksschullehrerin und spätere -direktorin Maria Seper erhielt 1977, zugleich mit Landeshauptmann Friedrich Niederl, die Ehrenbürgerschaft zugesprochen.
1972 beteiligte sich Mönichwald beim Blumenschmuckwettbewerb „Schönstes Blumendorf der Steiermark“ und erreichte Platz 3. Angespornt vom Erfolg beim steirischen Wettbewerb und auf Drängen von Johanna Radits und Erna Schwengerer bewarb sich Mönichwald auch beim europäischen Blumenschmuckwettbewerb Entente Florale Europe und wurde 1984 Europasieger. Die bisher von den Behörden abgelehnte Beschilderung der Mönichwalder Zufahrtsstraßen wurde nun bewilligt. Die Auszeichnung wurde auch zum Anlass des ersten Mönichwalder Dorffestes im August 1984, welches seither regelmäßig veranstaltet wird. 1985 sicherte sich die Mönichwalder Bevölkerung einen Eintrag im Guinness-Buch der Rekorde mit dem längsten Apfelstrudel der Welt: 238,75 Meter war er lang. 1986 fand das „Erste Joglland-Blumencorso“ statt, das sich seither alle zwei Jahre wiederholt. 1987 fand der erste Krapfenkirtag statt. Dessen zehnjähriges Jubiläum im Jahr 1997 brachte weitere zwei Eintragungen im Buch der Rekorde: das größte Krapfenbuffet mit 10.000 Krapfen und Krapferln in 100 verschiedenen Sorten, und der größte Schnurkrapfen der Welt mit 2,51 Metern Durchmesser. Darüber hinaus errang Mönichwald in den Jahren 1986, 1988 und 1994 drei zweite Plätze, 1985 und 1999 jeweils den dritten Platz beim steirischen Blumenschmuckwettbewerb. 1989 wurde der Freizeitsee im Rahmen des ersten Seefestes seiner Bestimmung übergeben.
Eine Attraktion des Seefestes 1991 waren die „Erste Bartolympiade“ mit Teilnehmern aus Belgien, Deutschland, Holland, Italien, der Schweiz, Schweden und Österreich, sowie der durch den Sieger, Birger Pellas aus Schweden, aufgestellte Weltrekord des längsten Schnurrbartes, der eine Länge von 3,083 Metern aufwies.

## Bevölkerungsentwicklung

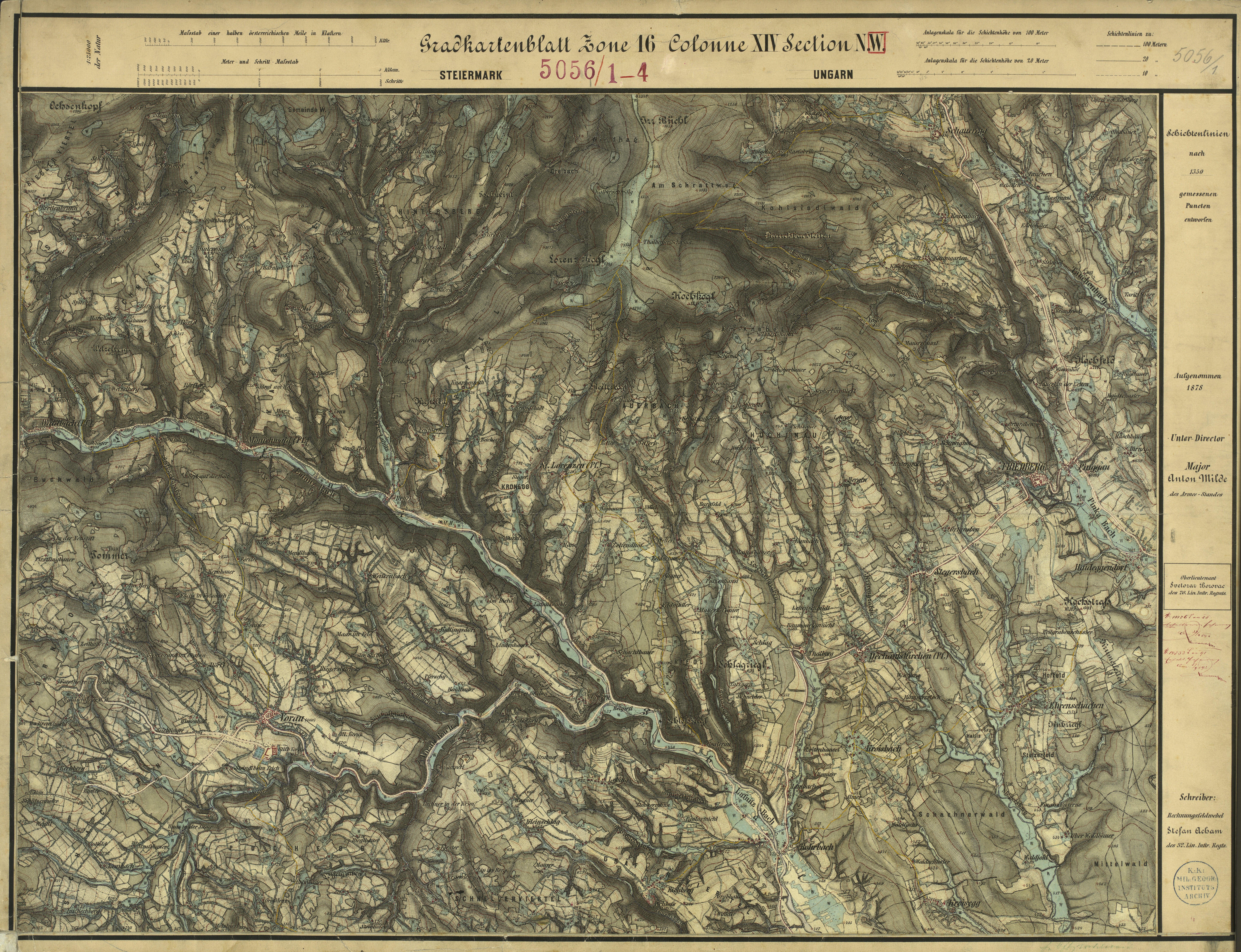
Mönichwald (links oben) um 1878 (Aufnahmeblatt der Landesaufnahme)

| Datum | Einwohner |
| ----- | --------- |
| 1869  | 844       |
| 1880  | 891       |
| 1890  | 851       |
| 1900  | 853       |
| 1910  | 901       |

| Datum | Einwohner |
| ----- | --------- |
| 1923  | 868       |
| 1934  | 950       |
| 1939  | 934       |
| 1951  | 888       |
| 1961  | 918       |

| Datum | Einwohner |
| ----- | --------- |
| 1971  | 923       |
| 1981  | 1.034     |
| 1991  | 1.065     |
| 2001  | 975       |
| 2013  | 867       |

## Kultur und Sehenswürdigkeiten

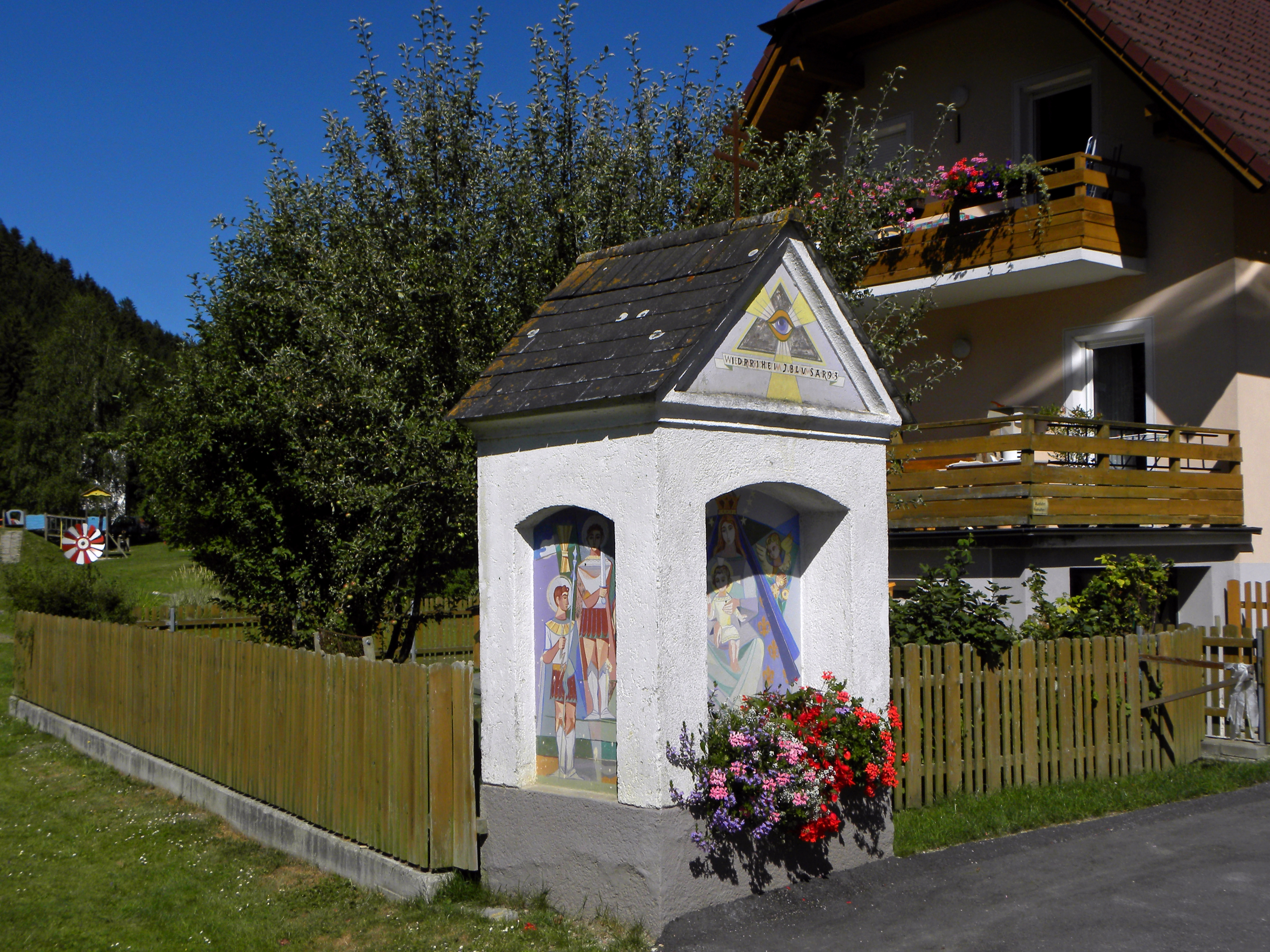
Das 1956 wiedererrichtete Pestkreuz

- Katholische Pfarrkirche Mönichwald Hll. Peter und Paul
- Pestkreuz bei Hofstätter: Das ursprüngliche, 1723 errichtete und 1956 umgefallene Pestkreuz war ein Werk Johann Hackhofers und stellte vermutlich eine Folgearbeit des 1722 geschaffenen Hochaltarblattes der Mönichwalder Pfarrkirche dar. Von ihm existiert nur mehr eine in der zweiten Hälfte des 19. Jahrhunderts angefertigte Skizze, die im Stiftsarchiv Vorau aufbewahrt wird. An seiner Stelle wurde im Zuge der 800-Jahr-Feier Mönichwalds ein neuer Bildstock in Anlehnung an das Vorgängermodell geschaffen. Der Bau erfolgte durch Baumeister Singer aus Hartberg, die künstlerische Ausgestaltung oblag Adolf Osterider. Im Osten zeigt der Bildstock eine Darstellung der Gottesmutter, im Norden die Pestpatrone Rochus und Sebastian und im Süden die Wetterpatrone Johannes und Paulus.

## Sport
An der Südseite des Hochwechsels in 1000 bis 1300 m Seehöhe befindet sich auf Gemeindegebiet ein kleines Wintersportgebiet mit vier Schiliften und einer Pistenlänge von 3,8 km welches von Mönichwald aus erreichbar ist.
Im Sommer bestehen in Mönichwald zahlreiche Wanderwege im Wechselgebiet, darunter der Ostösterreichische Grenzlandweg. Im Gemeindegebiet befinden sich drei bewirtschaftete Almhütten: Mönichwalder Schwaig (1200 m), Kaltwiesenhütte (1400 m) und Wetterkoglerhaus (1743 m; am Gipfel des Hochwechsels).

## Regelmäßige Veranstaltungen
- Seit 1986 findet am 3. Sonntag im Juli der Krapfenkirtag statt. Dabei werden etwa 100 verschiedene Sorten Krapfen teilweise direkt vor Ort gebacken. 1997 wurde der längste Spagatkrapfen der Welt gebacken – er war 2,51 m lang.[9]
- Seit 1999 findet jedes Jahr im Juli der Mönichwalder Triathlon mit 350 m Schwimmen, 14,5 km Radfahren und 7 km Laufen statt.

## Wirtschaft und Infrastruktur

### Verkehr
Mönichwald liegt an der Landesstraße durch das obere Lafnitztal und damit abseits der Hauptverkehrsstraßen. Die Wechsel Straße B 54 von Wiener Neustadt nach Hartberg ist etwa elf Kilometer entfernt, die Weizer Straße B 72 von Weiz nach Krieglach ca. 17 km.
Mönichwald ist nicht an das Eisenbahnnetz angeschlossen. Im Umkreis von zehn Kilometern befindet sich kein Bahnhof.
Der Flughafen Graz und der Flughafen Wien-Schwechat sind jeweils ca. 100 km entfernt.

### Bildung
In Mönichwald befindet sich eine Volksschule. Die weiterführenden Schulen befinden sich in Waldbach.

## Politik

### Gemeinderat
Die letzten Gemeinderatswahlen brachten die folgenden Ergebnisse:
| Partei                     | 2005    | 2005 | 2005    | 2000    | 2000 | 2000    | 1995    | 1995 | 1995    | 1990    | 1990 | 1990    |
| Partei                     | Stimmen | %    | Mandate | Stimmen | %    | Mandate | Stimmen | %    | Mandate | Stimmen | %    | Mandate |
| -------------------------- | ------- | ---- | ------- | ------- | ---- | ------- | ------- | ---- | ------- | ------- | ---- | ------- |
| ÖVP                        | 361     | 57   | 6       | 339     | 57   | 9       | 445     | 69   | 11      | 455     | 68   | 11      |
| SPÖ                        | 230     | 36   | 3       | 200     | 34   | 5       | 131     | 20   | 3       | 113     | 17   | 2       |
| FPÖ                        | 41      | 6    | 0       | 58      | 10   | 1       | 68      | 11   | 1       | 40      | 6    | 1       |
| Einigkeit der Mönichwalder |         |      |         |         |      |         |         |      |         | 60      | 9    | 1       |
| Wahlbeteiligung            | 85 %    | 85 % | 85 %    | 82 %    | 82 % | 82 %    | 89 %    | 89 % | 89 %    | 94 %    | 94 % | 94 %    |

Nachdem die Bevölkerungszahl unter 1000 gefallen war, hatte Mönichwald seit 2005 nur noch neun Gemeinderäte.

### Bürgermeister
Letzter Bürgermeister war Josef Freiberger (ÖVP), Vizebürgermeister Dietmar Prenner (ÖVP).

### Wappen
Am 1. Juli 1963 wurde der Gemeinde Mönichwald von der Steiermärkischen Landesregierung das Recht zur Führung eines eigenen Wappens verliehen.

Blasonierung (Wappenbeschreibung):
„Im silbernen Schild auf grünem Boden ein nach rechts schreitender schwarzer Mönch zwischen zwei grünen Fichten.“
Vorlage dafür war das redende Wappen, welches in der Pfarrkirche und in der Sakristei dargestellt ist und Teil des aus der Mitte des 17. Jahrhunderts stammenden Formbacher Stiftswappens war.

## Persönlichkeiten

### Ehrenbürger
Für die Zeit vor 1922 gibt es keine Quellen.
- vor 1922: Johann Schantl, von 1893 bis 1922 Pfarrer
- 1925: Prosper Berger (1876–1953), Augustiner-Chorherr, Propst des Stiftes Vorau 1920–1953[11], „Dem gebürtigen Mönichwalder zum 25-jährigen Priesterjubiläum“
- 1950: Josef Krainer (1903–1971), Landeshauptmann
- 1955: Dr. Erwin Stibenegg, Bezirkshauptmann
- 1962: Ferdinand Prirsch, Landesrat „Auf Grund der Verdienste um den Bau des Rüsthauses, den Ankauf eines Feuerwehrautos und des Forstwegebaues Langegg.“
- 1963: Hermann Wieser, Pfarrer „Für seine Verdienste um die Renovierung der Pfarrkirche.“
- 1977: Friedrich Niederl, Landeshauptmann
- 1977: Gerhard Rechberger, Pfarrer
- 1977: Maria Seper, Direktorin der Volksschule
- 1979: Anton Peltzmann, Landesrat
- 1982: Josef Krainer (1930–2016), Landeshauptmann

### Ehrenringträger
- 1980: Helmut Kreuzwirth, Katastrophenschutzreferent des Landes Steiermark
- 1983: Johann Gruber, Staatsmeister im Eisstock-Weitwurf
- 1984: Josef Kogler, Bezirkshauptmann
- 1988: Karl Weihs, Vorstand der Gemeindeabteilung des Landes
- 1990: Josef Schwengerer, Bürgermeister von 1970 bis 1990